# Comté de Moyne
Le comté de Moyne est une zone d'administration locale dans le sud-ouest du Victoria en Australie.
Il résulte de la fusion en 1994 des anciens comtés de Belfast, Minhamite et de l'arrondissement de Port Fairy, et partiellement des comtés de Mortlake, Warrnambool, Dundas, Mount Rouse et Hampden.
Le comté comprend les villes de Port Fairy, Koroit, Mortlake, Macarthur, Peterborough, Caramut, Ellerslie, Framlingham, Garvoc, Hawkesdale, Kirkstall, Panmure et Woolsthorpe.